# Dragon Ball 3: Gokuden
Dragon Ball 3: Gokuden (ドラゴンボール３ 悟空伝?, Doragon Bōru Surī Gokūden) è un videogioco di ruolo uscito esclusivamente in Giappone, sviluppato da TOSE Software Co. e pubblicato da Bandai esclusivamente per Famicom nel 1989. È il terzo videogioco ad essere basato su Dragon Ball a uscire su Famicom, nonché ultimo ad essere basato sulla prima parte del manga e sulla prima serie anime omonima.
Un remake del gioco, chiamato semplicemente Dragon Ball, è uscito per WonderSwan Color nel 2003.

## Trama[1]
La trama di Dragon Ball 3: Gokuden riprende la storia del manga fino allo scontro con Piccolo Jr. Il protagonista è Son Goku, giocabile sia da bambino sia da adulto, ma anche Crilin e Yamcha sono personaggi giocabili.
Ci sono varie differenze rispetto alla storia originale:
- Goku può ricevere Baby Gamera dal Maestro Muten al posto della Nuvola d'oro.
- La Banda del Coniglio attacca la Città dell'Ovest al posto del villaggio del deserto.
- Il Generale Blu viene affrontato nella Muscle Tower e rapisce Upa perché quest'ultimo si rifiuta di dire dove si trova la Sfera del Drago nella Sacra Terra di Karin.
- Il Generale White non è presente all'interno del gioco, pur essendo presente nella trama del manga.
- Il Covo dei Pirati e il Villaggio Pinguino non vengono visitati.
- Bora non viene ucciso.
- Taobaibai viene affrontato nel Quartier Generale dell'Armata del Red Ribbon.
- Il Segretario Black non uccide il Comandante Red.
- Solo tre combattenti vengono affrontati nel palazzo della Sibilla Baba.
- La Banda di Pilaf non unisce le Pilaf Machine.
- Il Grande Mago Piccolo è già tornato giovane, quindi non evoca o uccide Shenron.
- Piano si trasforma in una copia di Goku per combatterlo, mentre nell'opera originale non ha mai utilizzato poteri da mutaforma.
- Son Goku può visitare il Monte Padella prima del 23º Torneo Mondiale di Arti Marziali e promette a Chichi di sposarla dopo il Torneo.

Radish e Arale Norimaki possono essere affrontati alla fine del gioco. Per combatterli, il giocatore deve premere il pulsante A quando le loro carte vengono girate durante i crediti.

## Modalità di gioco[1]
Dragon Ball 3: Gokuden utilizza lo stesso modello di gioco di Dragon Ball: Daimaō fukkatsu: il giocatore muove Goku in un tabellone simile a quello di un gioco da tavolo, in cui si incontrano diversi personaggi. Alcuni di essi offrono informazioni, mentre altri vanno combattuti. Il risultato di ogni battaglia è determinato dalle carte generate casualmente nella mano del giocatore. Gli avversari, a turno, scoprono le loro carte, e l'azione disegnata sulle carte insieme all'ordine in cui vengono svelate determina l'attacco effettuato dal personaggio. La mossa viene poi rappresentata con un'animazione.

## Seguito
Un seguito del gioco, intitolato Dragon Ball Z: Kyōhū! Saiyan, è uscito nel 1990 per Famicom. È il primo gioco della serie Gokuden ad essere basato su Dragon Ball Z.